# Phymaspermum erubescens
Phymaspermum erubescens là một loài thực vật có hoa trong họ Cúc. Loài này được (Hutch.) Källersjö miêu tả khoa học đầu tiên năm 1986.